# Coleocephalocereus
Coleocephalocereus es un género de plantas suculentas brasileño perteneciente a la familia Cactaceae. Contiene 9 especies aceptadas, las cuales se caracterizan por desarrollar un cefalio con lana y cerdas.

## Descripción
Las especies de este género pueden tener crecimiento erguido, semierguido o rastrero. Pueden estar o no ramificadas desde la base y alcanzan alturas de hasta 5 m. Los tallos son alargados, de color verde y van de esféricos a cilíndricos o columnares. 
Presentan de 6 a 35 costillas redondas sobre las que se asientan las areolas. De éstas emergen espinas finas o fuertes, aciculares, de diversos colores, que pueden alcanzar una longitud de hasta 4,5 cm. 
Las flores son de forma tubular a acampanada, miden entre 2 y 8 cm de largo y se abren durante la noche. Nacen en una estructura lanosa llamada cefalio que puede aparecer apical o lateralmente, es de color blanco y presenta cerdas robustas de diferentes colores. 
Los frutos son parecidos a bayas y su forma va de esférica a ahusada. Son glabros, lisos y de color rojo a púrpura. Tienen una abertura basal y crecen hasta 2,5 cm de largo. Las semillas, de forma esférica a pera, son negras, verrugosas y miden aproximadamente 1 mm de largo.

## Distribución
El área de distribución nativa de este género es Brasil.

## Taxonomía
El género fue descrito por el botánico alemán Curt Backeberg y publicado en la revista científica Blätter für Kakteenforschung 5 (6): 9 en el año 1938.
Etimología
Coleocephalocereus: nombre genérico que proviene de las palabras griegas koleos (que significa "vaina"), y cephalé (que significa "cabeza", en alusión a la estructura lanosa llamada cefalio donde nacen sus flores), y de la palabra latina cereus (que se traduce como "vela" o "cirio"), haciendo alusión a su forma alargada perfectamente recta. También puede hacer referencia al género Cereus, por lo que se traduciría como "cereus con cabeza o cefalio en forma de vaina". 

## Especies aceptadas
Actualmente, el género Coleocephalocereus consta de 9 especies aceptadas según Plants of the World Online (POWO):
| Imagen | Nombre científico                                                     | Distribución                                                         |
| ------ | --------------------------------------------------------------------- | -------------------------------------------------------------------- |
|        | Coleocephalocereus aureus F.Ritter                                    | Sudeste de Brasil (Minas Gerais)                                     |
|        | Coleocephalocereus braunii Diers & Esteves                            | Sudeste de Brasil                                                    |
|        | Coleocephalocereus buxbaumianus Buining                               | Este de Brasil (sur de Bahía y Minas Gerais)                         |
|        | Coleocephalocereus decumbens F.Ritter                                 | Sudeste de Brasil (noreste de Minas Gerais)                          |
|        | Coleocephalocereus dolichospermaticus (Buining & Brederoo) N.P.Taylor | Brasil (Suroeste de Bahía y noroeste de Minas Gerais)                |
|        | Coleocephalocereus fluminensis (Miq.) Backeb.                         | Sudeste de Brasil                                                    |
|        | Coleocephalocereus goebelianus (Vaupel) Buining                       | Brasil (Bahía y Minas Gerais)                                        |
|        | Coleocephalocereus pluricostatus Buining & Brederoo                   | Sudeste de Brasil (sur del Espírito Santo y noreste de Minas Gerais) |
|        | Coleocephalocereus purpureus (Buining & Brederoo) F.Ritter            | Sudeste de Brasil (Minas Gerais)                                     |